# تاكافومي هوري
تاكافومي هوري (باليابانية: 堀 孝史) (مواليد 10 سبتمبر 1967)، هو لاعب كرة قدم ياباني سابق كان يلعب كلاعب وسط.

## وصلات خارجية
- تاكافومي هوري على موقع رابطة كرة القدم اليابانية للمحترفين (اليابانية)
- تاكافومي هوري على موقع قاعدة بيانات كرة القدم.إي يو (الإنجليزية)
- تاكافومي هوري على موقع Soccerway.com (الإنجليزية)
- تاكافومي هوري على موقع عالم كرة القدم.نت (الإنجليزية)
- تاكافومي هوري على موقع كووورة